# Fannia (insecto)
Fannia es un género numeroso de moscas de la familia Fanniidae, con alrededor de 288 especies. Fue descrito por el entomólogo francés Jean-Baptiste Robineau-Desvoidy en 1830. Un número de especies estaban colocadas originalmente en el género Musca.
Los adultos tienen antenas con aristas plumosas. Los machos no tiene una seta orbital.

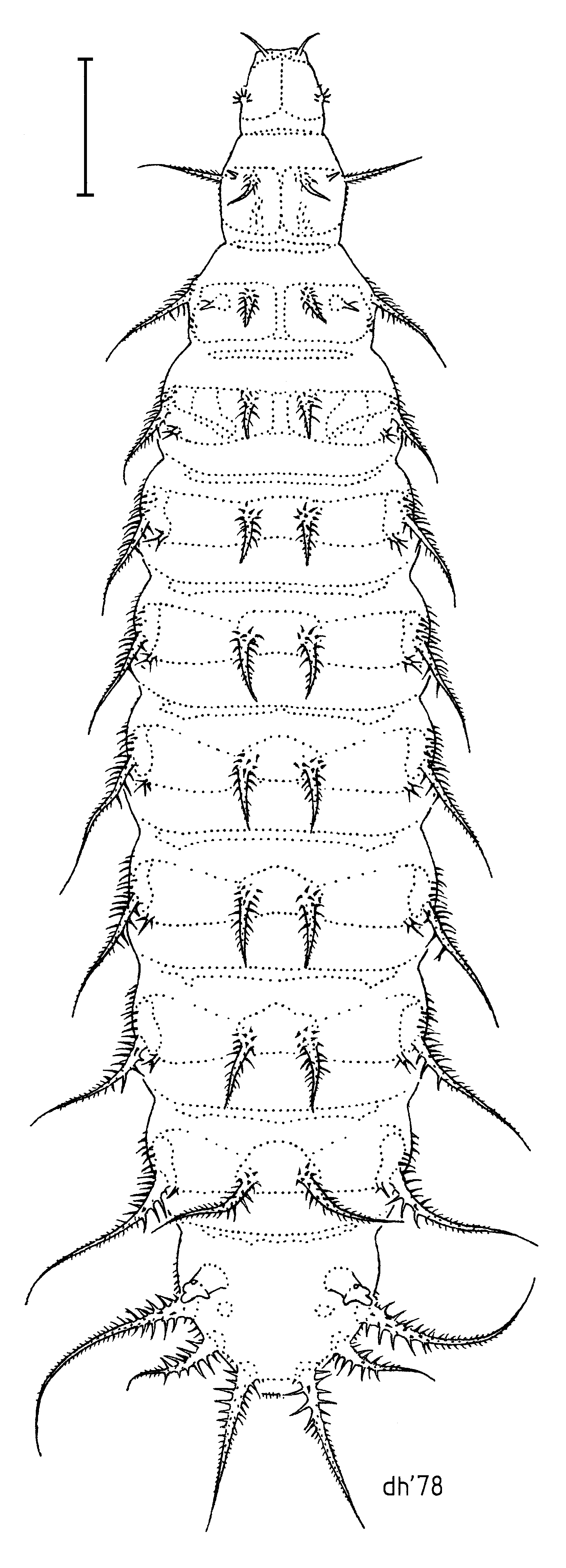
Fannia canicularis, larva

Son de distribución holártica.

## Lista de especies
| Nombre científico                     | Autoridad |
| ------------------------------------- | --------- |
| Fannia abnormis (Stein)               | 1900      |
| Fannia abrupta Malloch                | 1924      |
| Fannia admirabilis Albuquerque        | 1958      |
| Fannia aequilineata Ringdahl          | 1945      |
| Fannia aethiops Malloch               | 1913      |
| Fannia alaskensis Chillcott           | 1961      |
| Fannia alpina Pont                    | 1970      |
| Fannia albisquama Wang & Zhang        | 2008      |
| Fannia annosa Chillcott               | 1961      |
| Fannia anthracinalis Domínguez & Pont | 2014      |

## Enfermades asociadas
"Se ha informado que cuatro especies de Fannia causan miasis: la mosca doméstica pequeña ( F. canicularis ), la mosca de la letrina ( F. scalaris ), F. incisurata y F. manicata. Los adultos de estas moscas parecen moscas domésticas pequeñas y delgadas. Son de color gris opaco y carecen de rayas negras en el tórax. Las larvas se encuentran comúnmente en heces, en frutas o bulbos podridos y en nidos de pájaros. Ocasionalmente, las larvas se encuentran en carroña más vieja y algo seca. Las larvas tienen una apariencia característica con flecos que las distingue fácilmente de otros gusanos muscoides. Los flecos aparentemente permiten que estos gusanos floten en un medio casi líquido. El ciclo de vida requiere aproximadamente 1 mes. Aunque se han documentado casos de miasis entérica y uretral en humanos ( James, 1947 ; Leclercq, 1969 ), la participación de las especies de Fannia en la miasis es rara".